# Nakwiatkowate

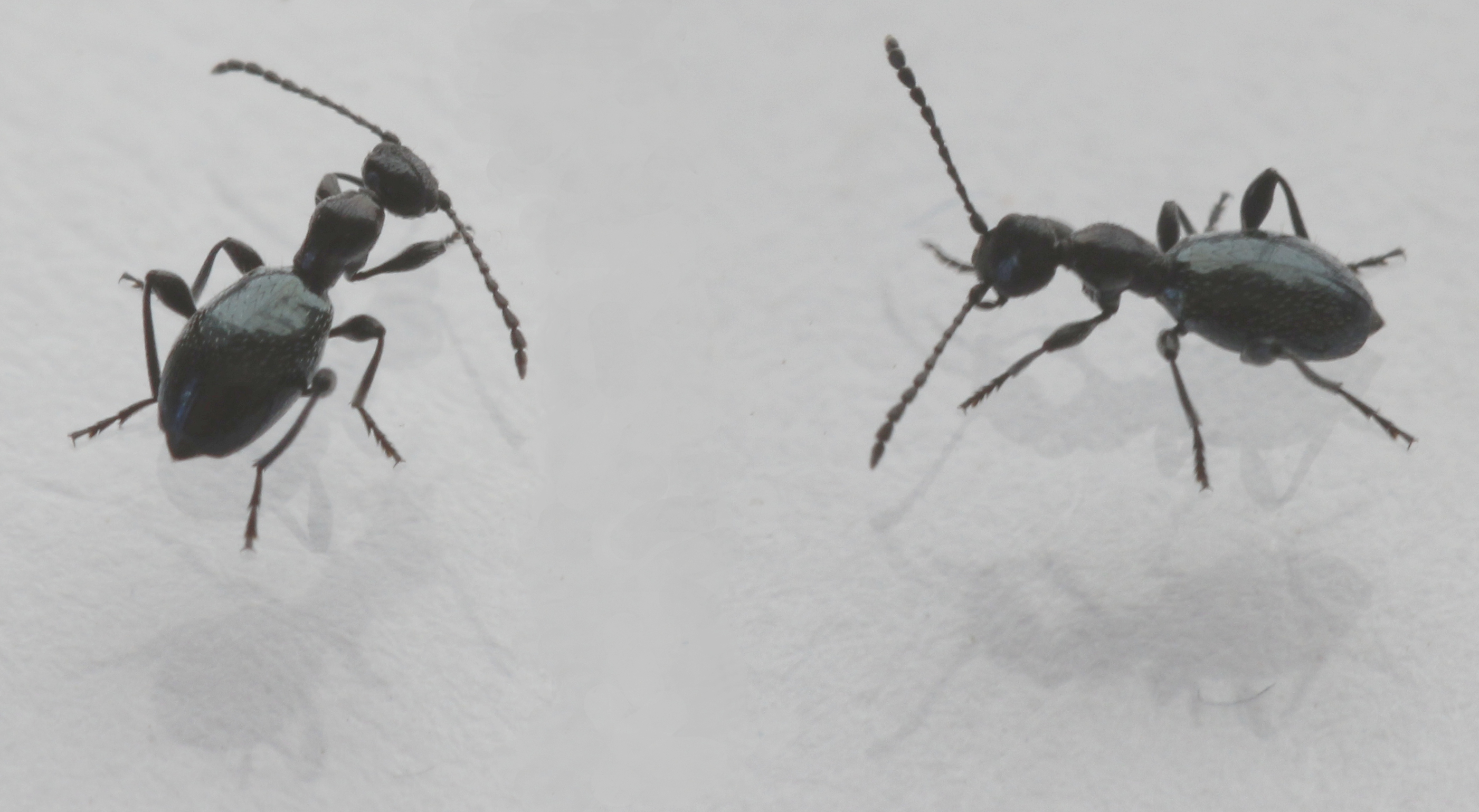
Anthelephila cyanea

Nakwiatkowate (Anthicidae) – rodzina chrząszczy z podrzędu wielożernych, serii (infrarzędu) Cucujiformia i nadrodziny czarnuchów. Liczy ponad 3500 opisanych gatunków. W zapisie kopalnym znana jest od barremu w kredzie.

## Opis
Drobne, kilkumilimetrowe chrząszcze. Głowa prognatyczna, oddzielona od przedtułowia przewężeniem w kształcie stylika. Oczy duże, okrągłe do lekko nerkowatych. Skronie dobrze zaznaczone. Czułki 11-członowe, często grubiejące ku wierzchołkowi, osadzone przed oczami i po bokach głowy. Przedplecze o podstawie węższej od nasady pokryw. Tarczka niewielka, trójkątna. Pokrywy w obrysie od owalnych lub jajowatych do wydłużonych, przykrywające cały odwłok, bezładnie punktowane. Górna strona ciała wyraźnie owłosiona. Odnóża kroczne. Przednie biodra walcowate i położone blisko siebie, środkowe okrągławe i niekiedy oddzielone wyrostkiem śródpiersia, a tylne poprzeczne i rozsunięte wyrostkiem pierwszego segmentu odwłoka. Odwłok z 5 widocznymi segmentami, z wyjątkiem samców z rodzaju Formicomus, u których widać ich 6.

## Biologia i ekologia
Biologia tych chrząszczy jest słabo poznana. Niektóre są pyłkożerne. Żyją na kwiatach, w ściółce, napływkach, gnijących szczątkach roślin, kompostowniach, stertach słomy i szklarniach. Większość gatunków jest psammofilna, a niektóre to halofile.

## Rozprzestrzenienie
Rodzina rozsiedlona na całym świecie, przy czym większość występuje w tropikach. W Europie występuje około 330 gatunków, z czego w Polsce potwierdzono występowanie 22 (zobacz: nakwiatkowate Polski).

## Systematyka
Takson ten wprowadzony został w 1809 roku przez Pierre’a-André Latreille’a.
Rodzina ta podzielona jest na 8 podrodzin:
- Eurygeniinae LeConte, 1862
- Macratriinae LeConte, 1862
- Steropinae Jacquelin du Val, 1863
- Copobaeninae Abdullah, 1969
- Lemodinae Lawrence and Britton, 1991
- Tomoderinae Bonadona, 1961
- Anthicinae Latreille, 1819
- Notoxinae Stephens, 1829